# Lisa Stansfield
Lisa Jane Stansfield (født 11. april 1966) er en engelsk singer-songwriter.

## Biografi

### Tidlige år
Stansfield blev født af Marion og Keith Stansfield i Heywood, Lancashire, i England, hvor hun gik på Redbrook School, Rochdale. Hendes første tv-optræden var i en talentkonkurrence på Granada TV i 1982. Hun vandt, da hun sang The Things That Dreams Are Made Of af The Human League. Serien blev produceret af Johnny Hamp.
Efter som teenager at have udgivet flere singler uden held var hun vært på børneprogrammet, Razzamatazz med Alistair Pirrie; derudover kunne, Stansfield i 1983 ses i børne tv-serien The Krankies Klub, sammen med komikeren Jimmy Cricket og rockbandet Rocky Sharpe and the Replays. Hun blev en international berømthed i begyndelsen af 1990'erne.
Hendes R&B-stemmesærpræg, struktur og sangstil er næsten identisk med amerikaneren Taylor Dayne, som arbejder for pladeselskabet Arista Records.

### Karriere
Hendes gruppe Blue Zone med Ian Devaney og Andy Morris havde moderat succes med singlerne On Fire og Jackie fra 1987, samtidig med at hun fik en vis succes som gæstevokalist på Coldcuts sang People Hold On. Hun er nok bedst kendt for hendes første UK-nummer et single, All Around the World (1989), der toppede som nummer tre på den amerikanske Billboard Hot 100 året efter. Andre verdensomspændende hits fra hendes soloalbum Affection inkluderer This Is the Right Time (der indeholder en house music inspireret produktion af Coldcut med Mark Saunders), Live Together, What Did I Do to You og You Can't Deny It. All Around the World og You Can't Deny Itblev begge to nummer et på Billboard R&B chart. Affection fik platin i USA og solgte fem millioner singler på verdensplan.
I 1990 var Stansfield blandt de højtprofilerede kunstnere som deltog i Red Hot + Blue velgørenhedsalbummet, produceret af Red Hot Organization, som hyldede Cole Porters sangskrivning og støttede AIDS-forskning. Her demonstrerede hun sine swing- og jazzevner i sangen Down in the Depths, som var en af de få traditionelle fortolkninger på albummet. Således indledte hendes tradition for at tilbyde jazz og torch-sange til eksterne projekter (senest sangen I've Got the World on a String til soundtracket til filmen Mona Lisa Smile). I 1999 spillede hun den kvindelige hovedrolle i den uafhængige film Swing (1999) og sang de fleste af filmens sange.
I 1992, vandt Stansfield BRIT Award for bedste kvindelige britiske solokunstner. Hendes andet album Real Love levede ikke op til succesen Affection; den affødte dog fire Top 40-singler på de europæiske hitlister: Change, All Woman, Time to Make You Mine og Set Your Loving Free. All Woman blev Stansfields tredje nummer et single på Billboard R&B-chart, og takket være succesen med sangen solgte albummet guld.
Den 20. april 1992 sang hun Queens sange sammen med George Michael og de tilbageværende Queen-medlemmer ved hyldestkoncerten for den afdøde forsanger Freddie Mercury. Forestillingen blev senere udgivet af Queen. Koncerten skabte opmærksomhed omkring AIDS.
Stansfield optrådte også i 1992, på Red Hot Organizations opsamlingsalbum, Red Hot + Dance, hvor hun bidrog med et eksklusivt remix af sin hit-single "Change", "Change (Metamorphosis Mix)." Alle indtægter fra salg af albummet blev doneret til velgørenhedsarbejde for AIDS-ramte.
Hun fortsatte med at indspille disco-inspireret soul op gennem 1990'erne. Hendes tredje album So Natural (1993) affødte tre Top 40 europæiske singler: Titelnummeret So Natural (UK nummer 15), In All the Right Places (UK nummer 8), og Little Bit of Heaven (UK nummer 32), men albummet blev aldrig udgivet i USA. Hun havde fortsat succes i Europa, mens hendes succes i Nordamerika var aftaget.
Hendes fjerde album Lisa Stansfield (1997) var et hit i Europa med to Top Ti singler: People Hold On (genudgivet som et dance mix af Dirty Rotten Scoundrels) og The Real Thing, og top-40 nummeret Never Never Gonna Give You Up (en genindspilning af Barry Whites hit fra 1973); da de blev udgivet i Nordamerika, fik albummet mainstream opmærksomhed. Den højeste opnåede placering var nummer 30 på Top R&B/Hip-Hop Albums og nummer 55 på Billboard 200 begge i USA. Never Never Gonna Give You Up blev også Stansfields sidste Top 40 R&B hit, og sidste hot 100 hit. Efterfølgende blev remix-albummet udgivet på grund af Stansfields interesser for dancemiljøet. Musikvideoen til sangen viste en tilsyneladende nøgen Stansfield, der gik rundt på gaden, mens hun samlede tøj op. VH1 viste klippet og gav den endda en Pop-Up Video behandling.
Hendes album fra 2001 Face Up var mindre succesfuldt på hitlisterne, men indeholdt singlerne Let's Just Call It Love og 8-3-1, og her eksperimenterede hun med nyere stilarter af R&B så som 2-step, mens hun fortsatte med sin velkendte lyd. Stansfields mand, Ian Devaney, leverede et arrangement til balladen How Could You, som viste hans forkærlighed for Burt Bacharachsh musik. Kun én single blev udgivet i England.
Efter Face Up udkom greatest hits-albummet  Biography. Stansfield forlod derefter Arista/BMG, hvilket endte et 18 år langt samarbejde med pladeselskabet. Stansfield skrev kontrakt med ZTT Records for England, og hendes udgivelse i 2004 The Moment blev produceret af Trevor Horn, som bl.a. har arbejdet med musikerne Seal, Grace Jones og Frankie Goes to Hollywood. Albummet blev udgivet i Europa af Edel. Med singlerne Treat Me Like a Woman (udgivet som double A side med Easier) og If I Hadn't Got You, en sang skrevet af Chris Braide med ex-Squeeze-sangskriveren Chris Difford. Albummet udforskede mere pop-orienterede sange og fokuserede mere på ballader.
På tidspunktet for projektets udgivelse, brugte ZTT Records store pengesummer på en genudgivelse af sit store musikkatalog og producerede Trevor Horn-koncerten for The Prince's Trust og dets medfølgende dobbelt cd, Produced by Trevor Horn. Udgivelsen af Treat Me Like a Woman blev forsinket to gange. Hendes pladeselskab parrede den omsider op med albummet Easier. Senere på året droppede ZTT hende. En dvd med Stansfields Ronnie Scott's optræden i 2003 blev udgivet i 2005.
Stansfield har også en karriere som skuespiller; hun medvirkede i filmen Swing fra 1999 med skuespilleren Hugo Speer og indspillede covernumre af swing sange og skrev nogle få sange i stilen for soundtracket. Hun optrådte senere på en London-scene i Vaginamonologerne. I 2006 gæsteoptrådte hun i serien Goldplated. I 2007 var hun med i en episode af tv-serien Marple (Ordeal by Innocence) og optrådte senere i filmen The Edge of Love.
I 1998 blev Stansfield nævnt på en liste over de største private sponsorer af Labour Party.

### Privatliv
Stansfield er gift med den engelske musiker Ian Devaney og fra 1993 til 2008 boede de i Dublin, Irland.

## Diskografi
- 1989: Affection
- 1991: Real Love
- 1993: So Natural
- 1997: Lisa Stansfield
- 1999: Swing (soundtrack til filmen af samme navn)
- 2001: Face Up
- 2003: Biography – The Greatest Hits
- 2004: The Moment

## Filmografi
| Filmografi | Filmografi                  | Filmografi    | Filmografi                      | Filmografi |
| År         | Titel                       | Rolle         | Note                            |            |
| ---------- | --------------------------- | ------------- | ------------------------------- | ---------- |
| 1999       | Swing                       | Joan Woodcock |                                 |            |
| 2006       | Goldplated                  | Trinny        |                                 |            |
| 2007       | Marple: Ordeal by Innocence | Mary Durrant  |                                 |            |
| 2007       | Rölli Sydän                 | Milli         | - Stemme i den engelske version |            |
| 2008       | The Edge of Love            | Ruth Williams |                                 |            |